# Unbiquadi
L'Unbiquadi o Unbiquadium és el nom temporal d'un element químic hipotètic de la taula periòdica que té el símbol temporal Ubq i nombre atòmic Z=124.
El 2008, un equip a GANIL, França, va publicar uns resultats que indicaven que s'havien produït nuclis de l'element 124 en un estat energètic de molt alta excitació, que van sofrir una posterior fissió amb vides mitjanes mesurables. Aquest important resultat suggereix un fort efecte estabilitzador a Z=124 i assenyala que la següent capa de protons comença per a Z>120, no per a Z=114 com es pensava prèviament.

## Síntesi de nuclis amb Z=124
En una sèrie d'experiments, científics de GANIL han intentat mesurar la fissió directa i retardada de nuclis composts dels elements amb Z=114, 120, i 124 per demostrar efectes de capa en aquesta regió i localitzar la següent capa esfèrica de protons. El 2006, amb resultats complets publicats el 2008, l'equip va subministrar resultats d'una reacció que implicava el bombardeig d'un blanc de germani natural amb ions d'urani.
{\displaystyle \,_{92}^{238}\mathrm {U} +\,_{32}^{nat}\mathrm {Ge} \to \,_{124}^{308,310,311,312,314}\mathrm {Ubq} ^{*}\,\,\,fins\,fisi{\acute {o}}.}
L'equip va informar que havien estat capaços d'identificar nuclis composts fisionant-se, amb vides mitjanes més grans de 10−18 s. Encara que aquests nuclis són molt efímers, la capacitat de mesurar aquests temps de desintegració indiquen un fort efecte de capa a Z=124. Un fenomen similar va ser trobat en el cas del unbinili (Z=120) però no pel flerovi (Z=114).

## Nom
El nom provisional, unbiquadi, deriva del seu nombre atòmic, Z=124.